# Jake Hesketh
Jake Alexander Hesketh (27 maart 1996) is een Engels voetballer die doorgaans als middenvelder speelt. Hij stroomde in 2014 door vanuit de jeugd van Southampton.

## Carrière
Hesketh werd op achtjarige leeftijd door Southampton tijdens een toernooi gescout. In het seizoen 2013/14 speelde hij in het beloftenelftal van Southampton en in de ploeg voor spelers jonger dan achttien. Hij werd in mei 2014 door de voetbalopleiding van Southampton verkozen tot talent van het jaar, nadat hij topscorer werd in de jeugdcompetitie.
Op 8 december 2014 maakte hij zijn debuut in de Premier League in een thuisnederlaag tegen Manchester United. Een week eerder kwam hij ook uit tegen Manchester United in een wedstrijd voor spelers onder 21. De ploeg van coach Ronald Koeman werd geplaagd door blessureleed, waardoor jeugdspelers Hesketh, Jason McCarthy en Ryan Seager werden opgeroepen voor het A-elftal. Hesketh viel in de 70ste minuut in voor Dušan Tadić. Voor de competitiewedstrijd tegen Burnley op 13 december 2014 kreeg Hesketh voor het eerst een basisplaats. Hij viel na een half uur uit met een knieblessure.